# Маргарита Петкова
Маргарита Петкова е българска поетеса.

## Биография и творчество
Маргарита Петкова е родена на 21 февруари 1956 г. в София. Завършва българска филология във Великотърновския университет. Първите ѝ публикации са още от ученическа възраст. Първата ѝ книга „Дива къпина“ излиза през 1983 г.
Председател на журито на Националната литературна награда за поезия „Усин Керим“ за 2014 г., 2016 г. и 2018 г..

## Награди
1984
- Национална награда „Цветан Спасов“ за книгата „Дива къпина“
- Награда на ОС на БПС „Южна пролет“ за книгата „Дива къпина“
- Награда на ОСК, Плевен за книгата „Дива къпина“

1996
- Национална награда „Христо Ботев“ за книгата „Окото на урагана“

1997
- Годишна награда на СБП за най-добра поетична книга за „Окото на урагана“

2002
- Национална награда „Изворът на белоногата“ за цялостен принос

2006
- Годишна награда на СБП за най-добра поетична книга за „Втори балкон“[5]

2007
- Национална награда „Димчо Дебелянов“ за цялостен принос

2009
- Национална награда „Златна амфора“ за цялостен принос

2011
- Официален Почетен статут на Експерт с висок престиж и обществено признание в областта на културата и значка „Златна книга“ за принос в развитието на българската култура от Съвета на Европейската и научна общност

2020
- Награда „Евтим Евтимов“ за цялостно творчество[6]

## Произведения
- „Дива къпина“ (1983), изд. „Български писател“
- „Ненаписани стихотворения“ (1990), изд. „Народна младеж“
- „Писмени показания“ (1993), изд. „Христо Ботев“
- „Решавам аз“ (1993), изд. „ЕН“
- „Окото на урагана“ (1996), изд. „Христо Ботев“
- „Б.а.“ (2000), изд. „Захарий Стоянов“
- „Ивановден“ (2003), изд. „Захарий Стоянов“
- „Втори балкон“ (2005), изд. „Захарий Стоянов“
- „Бермудски триъгълник“ (2006), изд. „Персей“
- „Хвърлен камък“ (2008), изд. „Захарий Стоянов“
- „Всичко!“ (2009), изд. „Захарий Стоянов“
- „Щастлива, лекомислена и слаба“ (2011), изд. „Персей“
- „Подсвирквайки – към Голгота“ (2012), изд. „Персей“
- „Абсурдни времена“ (2013), изд. „Лъчезар Минчев“ (в съавторство с Добромир Банев)
- „Абсурдни времена 2“ (2014), изд. „Лъчезар Минчев“ (в съавторство с Добромир Банев)
- „Дива къпина“ /второ издание/ (2014), изд. „Лъчезар Минчев“
- „Болката отляво“ (2016), изд. „Персей“
- „Тъй рече Виктор“ (2018), изд. „Персей“
- „Шест етажа без асансьор“ (2021), изд. „Библиотека България“